# Marcus Ersson
Marcus Ersson, född 27 september 1997 i Gävle, är en svensk professionell ishockeyspelare (back) som spelar för Västerviks IK i HockeyAllsvenskan.